# Liste der Kulturdenkmale in Schönbach (Kamenz)
In der Liste der Kulturdenkmale in Schönbach sind die Kulturdenkmale des Kamenzer Ortsteils Schönbach verzeichnet, die bis Juli 2017 vom Landesamt für Denkmalpflege Sachsen erfasst wurden (ohne archäologische Kulturdenkmale). Die Anmerkungen sind zu beachten.

## Schönbach
| Bild | Bezeichnung                                 | Lage                                                     | Datierung                 | Beschreibung | ID       |
| ---- | ------------------------------------------- | -------------------------------------------------------- | ------------------------- | --- | -------- |
|      | Wegestein                                   | (500 m südwestlich des Ortes, Richtung Rohrbach) (Karte) | 19. Jahrhundert           | Verkehrsgeschichtlich von Bedeutung | 09253438 |
|      | Wegestein                                   | Schönbacher Dorfstraße (Ecke Kiefernweg) (Karte)         | 19. Jahrhundert           | Verkehrsgeschichtlich von Bedeutung, Granit | 09253447 |
|      | Schule und Nebengebäude mit Verbindungsgang | Schönbacher Dorfstraße 3 (Karte)                         | Um 1910                   | Stattlicher Putzbau, mit Durchgang zu einem kleineren Nebengebäude, bewegte Dachlandschaft, Mansardwalmdach, Glockenturm mit Uhr, Fledermausgaupe, baugeschichtlich und ortsgeschichtlich von Bedeutung, Fenster in originaler Größe erhalten                                                              | 09253448 |
|      | Seitengebäude                               | Schönbacher Dorfstraße 13 (Karte)                        | Kern 17. Jahrhundert      | Obergeschoss Fachwerk, Krüppelwalmdach, integrierter Taubenschlag, ursprünglich Wohnstallhaus mit Lehmausfachungen, später zum Stall mit geringerer Dachneigung umgebaut, zwei Seiten Sichtfachwerk, ältestes Beispiel für Holzkonstruktion im Ort, baugeschichtlich und sozialgeschichtlich von Bedeutung | 09253450 |
|      | Wohnhaus                                    | Schönbacher Dorfstraße 22 (Karte)                        | 1. Hälfte 19. Jahrhundert | Obergeschoss Fachwerk, Giebel verputzt, oberer Teil verschiefert, mit Nummer 13 einziges im Ort weitgehend original erhaltenes Beispiel der Holzbaukonstruktion, baugeschichtlich von Bedeutung, Fenster im Obergeschoss originale Größe, gesprosst                                                        | 09253449 |

## Tabellenlegende
- Bild: Bild des Kulturdenkmals, ggf. zusätzlich mit einem Link zu weiteren Fotos des Kulturdenkmals im Medienarchiv Wikimedia Commons. Wenn man auf das Kamerasymbol klickt, können Fotos zu Kulturdenkmalen aus dieser Liste hochgeladen werden:
- Bezeichnung: Denkmalgeschützte Objekte und ggf. Bauwerksname des Kulturdenkmals
- Lage: Straßenname und Hausnummer oder Flurstücknummer des Kulturdenkmals. Die Grundsortierung der Liste erfolgt nach dieser Adresse. Der Link (Karte) führt zu verschiedenen Kartendiensten mit der Position des Kulturdenkmals. Fehlt dieser Link, wurden die Koordinaten noch nicht eingetragen. Sind diese bekannt, können sie über ein Tool mit einer Kartenansicht einfach nachgetragen werden. In dieser Kartenansicht sind Kulturdenkmale ohne Koordinaten mit einem roten bzw. orangen Marker dargestellt und können durch Verschieben auf die richtige Position in der Karte mit Koordinaten versehen werden. Kulturdenkmale ohne Bild sind an einem blauen bzw. roten Marker erkennbar.
- Datierung: Baubeginn, Fertigstellung, Datum der Erstnennung oder grobe zeitliche Einordnung entsprechend des Eintrags in der sächsischen Denkmaldatenbank
- Beschreibung: Kurzcharakteristik des Kulturdenkmals entsprechend des Eintrags in der sächsischen Denkmaldatenbank, ggf. ergänzt durch die dort nur selten veröffentlichten Erfassungstexte oder zusätzliche Informationen
- ID: Vom Landesamt für Denkmalpflege Sachsen vergebene, das Kulturdenkmal eindeutig identifizierende Objekt-Nummer. Der Link führt zum PDF-Denkmaldokument des Landesamtes für Denkmalpflege Sachsen. Bei ehemaligen Kulturdenkmalen können die Objektnummern unbekannt sein und deshalb fehlen bzw. die Links von aus der Datenbank entfernten Objektnummern ins Leere führen. Ein ggf. vorhandenes Icon  führt zu den Angaben des Kulturdenkmals bei Wikidata.